# يوجينيو سانتورو
يوجينيو سانتورو (و. 1920 – 2006 م) هو نحات، ورسام سويسري، ولد في كاستلمتسانو، توفي عن عمر يناهز 86 عاماً.